# Toni Storaro
Tuncher Fikret Ali (n. 2 august 1976, Șumen, Șumen, Bulgaria), mai cunoscut de numele de scenă ca Toni Storaro este cântăreț bulgar de origine turcă.

## Biografie
Toni Storaro, născut Tuncher Fikret Ali, s-a impus ca unul dintre numele consacrate în muzica populară bulgară și chalga. Artist prolific, în 15 ani, a produs 11 albume în limbile bulgară și turcă și în jur de 30 de hituri. Este cunoscut pentru vocea sa caldă, bogată, profundă și unică, cu o ornamentație bogată care amestecă diverse influențe balcanice (bulgară, turcă, greacă și sârbă).

## Carieră
În 2007 au venit premiile pentru cel mai bun artist la Premiile muzicale First Fen TV (Фен ТВ) și premiul pentru cel mai bun cântăreț la cea de-a zecea ediție anuală a premiilor pentru „New Folk”. De asemenea, se bucură de o popularitate imensă în străinătate printre diaspora balcanică, cu multe turnee în Grecia, Turcia, Spania, Belgia, Olanda, Germania, Canada și Statele Unite ale Americii. Multe dintre melodiile sale au fost acoperite de alți artiști din Balcani, în special de cântăreața sârbă Dragana Mirković și cântărețul macedonean Toše Proeski și alții. El a primit o primire uriașă în Turcia pe 2 iunie 2006 cântând în concertul lui Tarkan. A urmat asta cu un concert mare în Grecia, unde vocea lui este de obicei comparată cu cea a starului grec Vasilis Karras și numit „Karras al Bulgariei”. Celebrul său cântec „For a Woman” (bulgară “За една жена”) a fost interpretat în cel de-al doilea sezon al show-ului bulgar Music Idol. În 2008 a fost lansat cel de-al 11-lea album cu piese noi, care i-a adus din nou premii pentru cel mai bun artist la cel de-al doilea Fen TV (Фен ТВ) Music Awards, pentru cel mai bun cântăreț la cea de-a 11-a ediție anuală a premiilor pentru „New Folk”, precum și titlul pentru „Cel mai bun cântăreț de cântece de dragoste” la postul Radio Romantica.

## Discografie

### Albume
- Минижуп (2000)
- Имам само теб (2001)
- Нема пари (2001)
- The Party Live (2002)
- Карай да върви (2003)
- Битмейн ашк (2004)
- За една жена (2005)
- Теб обичам (2006)
- Балканско сърце (2006)
- Тони Стораро (2009)
- Живея само за тебе (2014)

### Compilare
- Cel mai bun Artist - Vol. 1 (2008)
- 60 Hits Collection (2010)

### Cântece
- „Две съдби” (duet cu Tanya Boeva) (2001)
- "Обичам те" (duet cu Sofi Marinova) (2001)
- Друг живот” (duet cu Desi) (2003)
- "Те знаят да обичат" (duet cu Azis) (2004)
- „Прости ми” (2004)
- "Заклевам се" (duet cu Desi) (2005)
- "Така ме запомни" (2010)
- "Приятели" (duet cu Zafeiris Melas) (2014)
- "Повече не питай" (duet cu Preslava) (2014)
- „Любов” (duet cu Sofi Marinova) (2014)
- "Специален поздрав" (duet cu Sali Okka) (2015)
- „Искам да ме чувстваш” (2015)
- "Не давам да си чужда" (duet cu Alisia) (2015)
- „Браво” (2015)
- "Питбул" (duet cu Emilia) (2015)
- „Истина” (2015)
- "От гордост да боли" (duet cu Roksana) (2015)
- „Най-добрата фирма” (2016)
- „Денят на любовта” (2016)
- „Луд” (2016)
- „Лято 2016” (2016)
- „Добре ти беше” (duet cu Alisia) (2017)
- "Златото на тати" (duet cu Alisia) (2018)

## Premii și nominalizări
- 2006–2007 - Cel mai bun artist la primul și al doilea Fen TV (Фен ТВ) Music Awards
- 2008 - Artistul anului 2008 la Fen TV (Фен ТВ) Annual Awards
- 2009 - Premiul Fen TV (Фен ТВ) Annual Awards of the Year
- 2009 - Premiul Artistului nr. 1 dintre melodiile de dragoste la Premiile Anuale ale Radio Romantica[2]
- 2010 - Premiul "Cântărețul Anului 2010" la Premiile Anuale ale New Folk Magazine